# Abigail Barlow
Pour les articles homonymes, voir Barlow.
Abigail Barlow, née le 9 novembre 1998 à Jackson (Mississippi), est une auteure-compositrice-interprète américaine.

## Biographie
Abigail Barlow, née à Jackson, Mississippi, mais qui a grandi à Birmingham, Alabama depuis la première année scolaire.
Son album The Unofficial Bridgerton Musical, co-écrit avec et produit par Emily Bear, a remporté le Grammy Award du meilleur album de théâtre musical en 2022. Elle est également connue pour son hit pop indépendant Heartbreak Hotel, qui a culminé à la deuxième place sur iTunes et qui compte plus de 6,5 millions de flux. Récemment honorées par le Songwriters Hall of Fame, Abigail Barlow et sa partenaire d'écriture Emily Bear, sont les cerveaux derrière le viral Bridgerton Musical qui a explosé sur TikTok. Récemment nommée sur la liste Forbes des 30 moins de 30 ans, son lyrisme astucieux et ses mélodies uniques lui ont valu une renommée internationale. Avec plus de 2,4 millions d'abonnés sur la plateforme, Abigail Barlow a pu se connecter et collaborer avec de nombreux artistes établis, dont Meghan Trainor, qui, après avoir découvert Abigail Barlow sur l'application, a co-écrit et produit un morceau sur le premier EP éponyme d'Abigail Barlow en 2020 intitulé Phantom Feelings.
En février 2023, il a été annoncé que Barlow, avec Emily Bear, ferait partie de l'équipe créative dirigée par Marius de Vries et Christopher Wheeldon dans le prochain film sur Fred Astaire et Ginger Rogers.
Début février 2024, Disney annonce qu'Emily Bear et Abigail Barlow seraient responsables des chansons de Vaiana 2, dont la sortie en salles est prévue le 27 novembre 2024, en remplacement de Lin-Manuel Miranda, qui avait écrit les chansons pour le premier film,.

## Récompenses et distinctions
- 2021 : Abe Olman Scholarship (Songwriters Hall of Fame)[7]
- 2022 : Grammy Award du meilleur album de comédie musicale, pour The Unofficial Bridgerton Musical, avec Emily Bear[8]